# Neoleptoneta paraconcinna
Neoleptoneta paraconcinna is een spinnensoort in de taxonomische indeling van de Leptonetidae.
Het dier behoort tot het geslacht Neoleptoneta. De wetenschappelijke naam van de soort werd voor het eerst geldig gepubliceerd in 2001 door Cokendolpher & Reddell.